# Ernest, der Vampir
Ernest, der Vampir (franz. Ernest le vampire) ist der Name einer französischen Zeichentrickserie von François Bruel. Die erste Staffel wurde 1988 produziert und bestand aus 13 Episoden à zwei bis drei Minuten, die zweite 1991 aus 104 Episoden. Die Handlung wird ausschließlich visuell erzählt, die Charaktere sprechen nicht.

## Inhalt
Der blasse Vampir Ernest lebt in einem altertümlichen Schloss zusammen mit Drachen, Fledermäusen und ähnlichen Kreaturen. Selbst für einen Vampir besitzt Ernest überdurchschnittlich große Zähne und Ohren, was durch die Verwandtschaft zu einem Elefanten erklärt wird. 
In jeder Episode wird Ernest seine eigene Kreativität und/oder Ungeschicklichkeit zum Verhängnis und das Szenario endet für ihn unschön, oft mit seinem vermeintlich sicheren Tod. An diesem Punkt entpuppt sich das Gezeigte allerdings in jeder Episode als Albtraum, der Ernest aus seinem Schlaf in seinem Sarg hochschrecken lässt, worauf er geschockt mit großen Augen in Richtung Zuschauer blickt und dann nach einem kurzen Moment den Sargdeckel wieder schließt, um weiterzuschlafen.

## Produktion und Veröffentlichung
Die Serie wurde in weiten Teilen durch das nordkoreanische Studio SEK produziert. Für die Animationen war José Xavier verantwortlich, die Musik komponierte Gabriel Yared. 
ICTV-Solferino vertreibt die Serie weltweit, unter anderem in Spanien und Großbritannien. Nach der Ausstrahlung einiger Episoden der ersten Staffel im Rahmen der ARD-Animationsreihe Fürchterliche Freunde wurden die kurzen Episoden um Ernest in den 1990er-Jahren fester Bestandteil des Käpt’n Blaubär Clubs. Einige Zeit später wurden die Folgen auf dem Kinderkanal erstmals separat gezeigt, nicht als Bestandteil einer längeren Sendung.
Die Serie erschien auf Deutsch auch auf VHS bei Arcade/CIC.